# Joris Hoefnagel

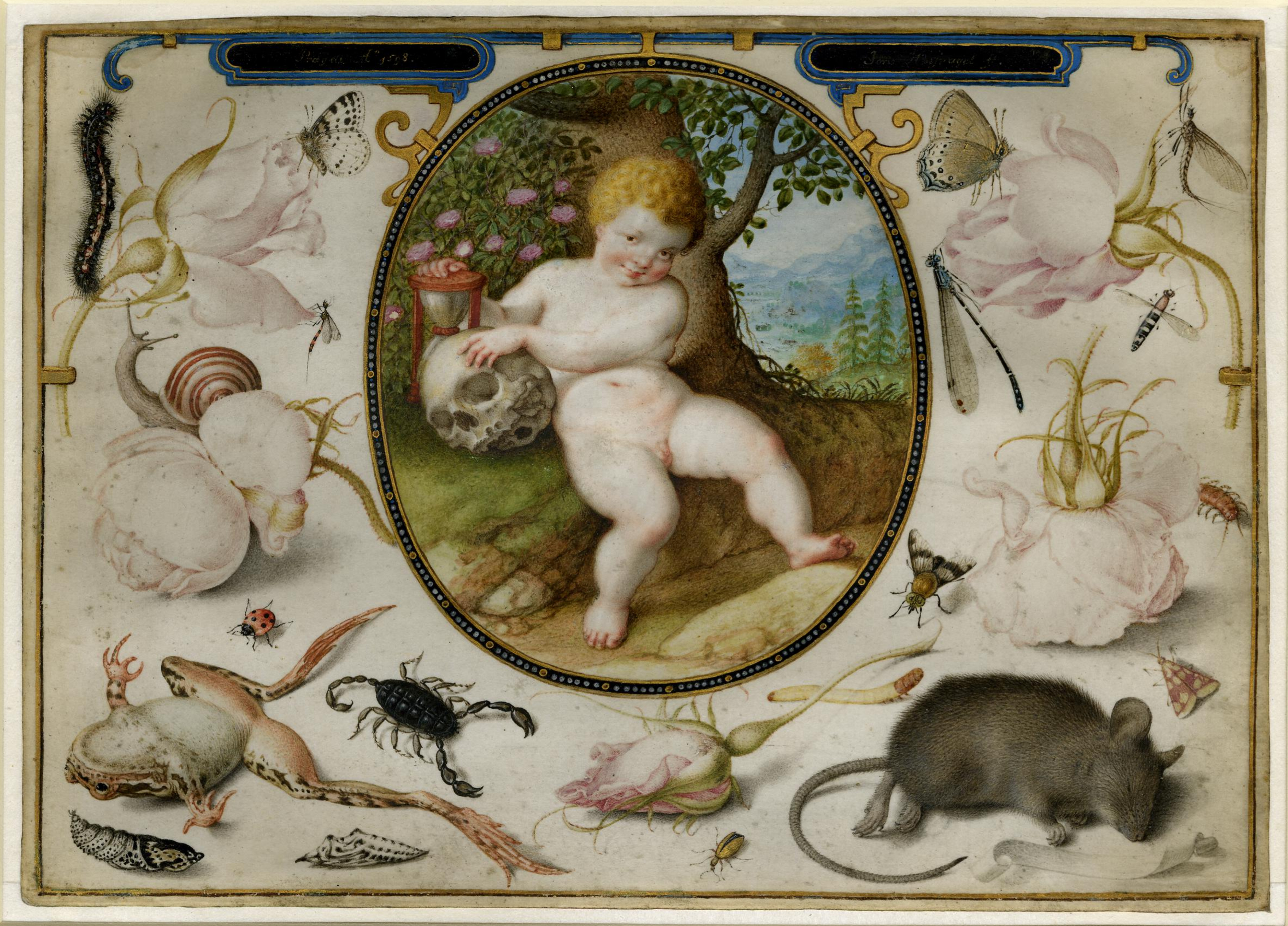
Alegoria sobre a Vida e a Morte, colaboração entre Joris e Jacob Hoefnagel

Joris Hoefnagel ou Georg Hoefnagel (Antuérpia, 1542 - Viena, 1600) foi um pintor, impressor, miniaturista e mercador flamengo famoso por suas ilustrações de história natural que contribuíram para o desenvolvimento da pintura de naturezas-mortas, principalmente de flores, no norte da Europa no final do século XVI.

## Vida
Era filho de Jacob Hoefnagel, um comerciante de diamantes e artigos de luxo. Considerando que seu pai tinha o objetivo de que o filho seguisse o negócio da família, Joris recebeu uma completa educação humanista: falava várias línguas, escrevia poesia e tocava vários instrumentos musicais. De acordo com Karel van Mander, estudou arte com Hans Bol e frequentou as universidades de Bourges e Orléans. Partiu da França em 1563 devido a convulsões religiosas e retornou à Antuérpia. Mais tarde, viajou para a Espanha e Inglaterra. Em  1569, Joris Hoefnagel casou com Suzanne van Onchem e tiveram um filho, Jacob, que mais tarde também se tornou artista.
Durante a Guerra dos Oitenta Anos, em 1576, quando muito da fortuna da família foi perdida, Joris Hoefnagel partiu de Antuérpia. Viajou, em 1577, acompanhado do cartógrafo Abraham Ortelius, pelo rio Reno via Frankfurt, Augsburg e Munique para Veneza e Roma. Hans Fugger e Adolf Occo, que ele conheceu em Augsburg, o recomendaram ao Duque da Bavária, Albert V, que ficou impressionado com as miniaturas de Hoefnagel e prometeu a ele um emprego de pintor na corte. Em Rome, entrou para o círculo de Cardinal Alessandro Farnese, que lhe ofereceu a posição de miniaturista para Giulio Clovio. Contudo, decidiu permanecer na corte ducal em Munique. Trabalhou também para a Família Este, em Ferrara e para a corte de Fernando II da Áustria.
Por ser Calvinista, foi forçado a deixar Munique em 1591, quando uma norma impôs que todos os membros da corte proclamassem sua fé católica. Foi, então, trabalhar para Rodolfo II do Sacro Império Romano-Germânico, primeiro na cidade de Frankfurt am Main,  onde participou de um córculo de humanistas, mercadores e artistas flamengos. Em particular, sua amizade com Carolus Clusius foi importante para suas ilustrações botânicas posteriores. Parte de seus trabalhos foi mantida na Holanda por Constantijn Huygens.

## Obras
Produziu vários desenhos de paisagens, como aqueles referentes à Itália, Boêmia, Bavária, ao Castelo de Windsor e o Nonsuch Palace, bem como para a obra Civitates orbis terrarum, de Georg Braun. Também foi um famoso pintor de miniaturas, trabalhando em várias obras para a Dinastia dos Habsburgo:
- O Livro de Horas de Philippe of Cleves, hoje na Biblioteca Real da Bélgica
- Missal Romano, hoje na Biblioteca Nacional de Viena
- Schriftmusterbuch, hoje no Museu de História da Arte em Viena. Pergaminho feito para Maximiliano II do Sacro Império Romano-Germânico.
- Mira calligraphiae monumenta, hoje no Museu Getty. Um dos últimos modelos de iluminuras na Europa, produzido em uma época em que a impressão já era popular.
- Os Quatro Elementos, milhares de desenhos de animais, dividido de acordo com os quatro elementos. Fornecia um completo compêndio acerca da ciência do mundo animal no século XVI.
- Archetypa studiaque patris Georgii Hoefnagelii, publicado por seu filho em 1592 em Frankfurt. Consiste em uma coleção de 48 gravuras de plantas, insetos e pequenos animais Filippo Buonanni afirmou, em 1691, que essas gravuras são os primeiros exemplos publicados do uso do microscópio.